# 感官过载
感官过载（英語：Sensory overload，或译为感觉超负荷）发生于身体的一个或多个感官受到来自环境的过度刺激时。
有许多环境因素会影响个人，例如城市化、拥挤、噪音、大众媒体和技术等。

## 体征和症状
已发现多种症状与感官过载有关。这些症状在儿童和成人身上都有可能发生。其中一些症状包括：
- 应激性
- “封闭自己”，或拒绝参与活动和与他人互动
- 对触摸、动作、视觉或声音过度敏感（英语：Hyperesthesia）
  - 避免触摸或被触摸
  - 因鞋子、袜子、标签或不同质地而引起应激
  - 抱怨不影响他人的噪音
  - 在强光下遮盖住眼睛
  - 捂住耳朵以隔绝声音或人声
- 兴奋性
- 眼神交流（英语：Eye contact）不佳
- 不断改变活动而无法完成任何任务
- 社會互動困难
- 活动水平极高或极低[1]
- 肌肉紧张
- 多汗症
- 心烦意乱（英语：Fidgeting）和烦躁不安（英语：Psychomotor agitation）
- 愤怒爆发
- 自傷
- 失眠
- 疲勞
- 專注力困难[5]

## 原因
任何一种感官受到过度刺激都可能导致感官过载。
- 听觉：巨大的噪音或来自多个来源的声音，例如几个人同时说话。
- 视觉：拥挤或杂乱的空间、明亮的灯光、频闪的灯光或运动频繁的环境，例如人群或电视上频繁变换的场景。
- 嗅觉和味觉：浓烈的香气或辛辣的食物。
- 触觉：触摸觉，例如被另一个人触摸或皮肤上布料的感觉。[6]
- 前庭：例如头晕或晕动病。

## 作为其他疾病和状况的组成部分
感官过载已被发现与其他疾病和状况有关，例如：
- 注意力不足過動症（ADHD）
- 創傷後壓力症（PTSD）
- 强迫症（OCD）
- 解離性身分疾患（DID）
- 精神分裂症（参见感觉门控（英语：Sensory_gating#Schizophrenia））
- 恐音症
- 联觉
- 广泛性焦虑症（GAD）
- 孤独症谱系障碍（ASD）
- 妥瑞氏症
- 纤维肌痛
- 慢性疲劳综合征（ME/CFS）

## 治疗
有很多种方法可以治疗感官过载。一种方法是参加職能治療；但是，有症状的人有很多方法可以减轻自己的症状。能够识别自己的感官过载触发因素有助于减少、消除或避免这些触发因素 。缓解感官过载症状的最快方法通常是让自己脱离这种处境。对皮肤施加深度压力，与刺激关节和韧带受体的本体感觉输入相结合，通常可以镇静神经系统。减少感官输入，例如消除令人痛苦的声音和调暗光线，可以对缓解症状有所帮助。平静下来，专注于音乐对某些人有用。如果短暂休息不能缓解问题，建议长时间休息。感官处理失调的人可能会受益于旨在防止感官过载，并重新训练大脑以更典型地处理感官输入的活动和调节的感官饮食。在感官过载的情况下，让自己平静下来并恢复到正常水平是重要的。

## 预防

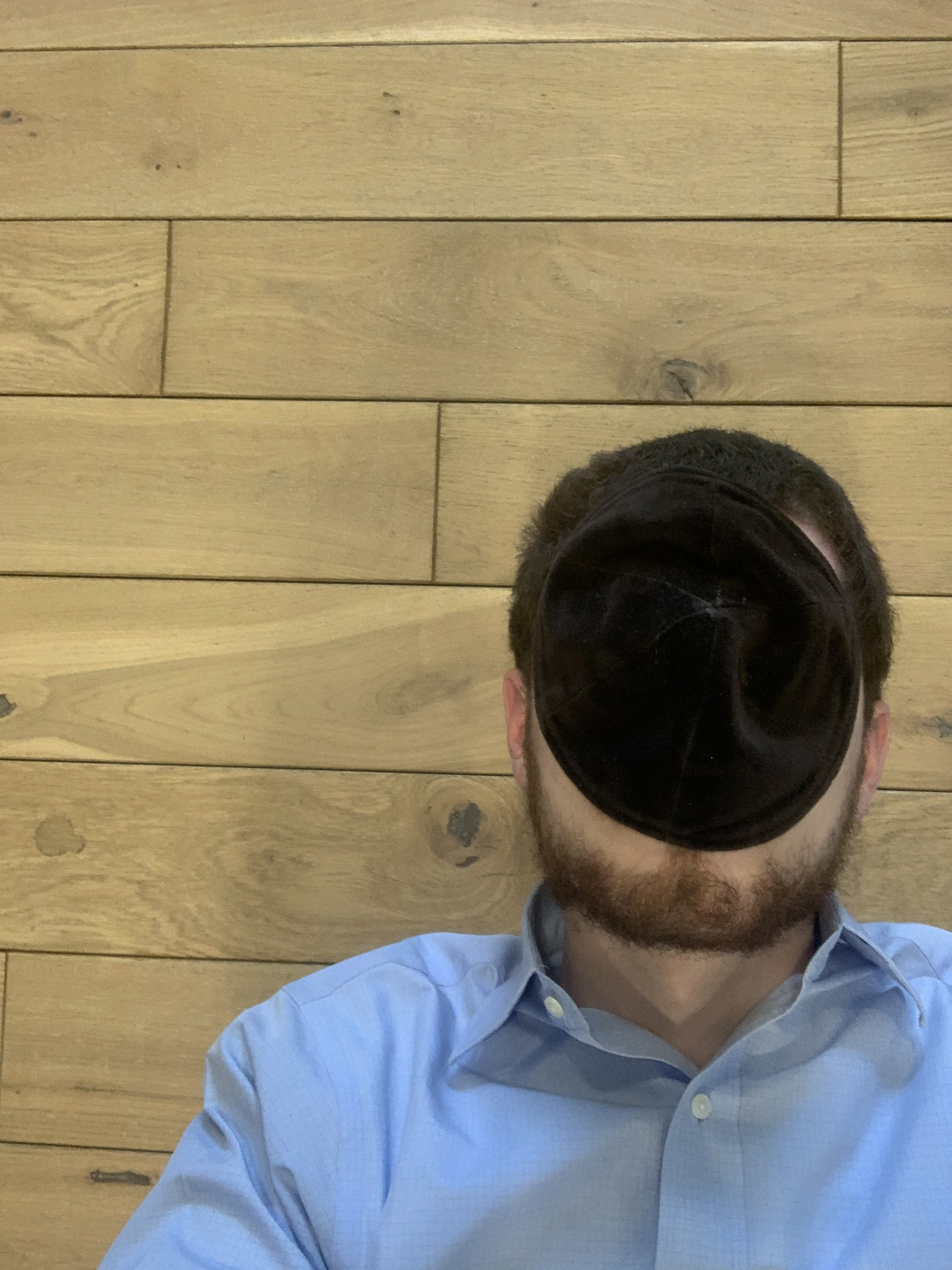
感覺剝奪的临时应用：在意外超敏反應时使用基帕遮挡光线

有三种不同的方法可以解决感官超负荷：回避、设定限制和冥想。回避过程包括创造一个更安静、更有序的环境。这包括将噪音降至最低和减少杂乱感。为了防止感官过载，在大型活动前休息，并将注意力和精力集中在一件事情上是重要的。设定限制包括限制花在各种活动上的时间，并选择环境以小心避开人群和噪音。人们也可以限制与特定人的互动，以帮助预防感官过载。

## 历史
社会学家格奥尔格·齐美尔（Georg Simmel）在其1903年发表的论文《大都市与精神生活》（The Metropolis and Mental Life）中对感官过载做出了描述。齐美尔描述了一种感官刺激持续不断的城市景观，城市居民必须建立屏障才能保持理智。齐美尔认为，现代都市生活的感官过载会耗尽身体的能量储备，此外还导致精疲力竭或精神麻木，以及对他人采取一种算计、工具化的态度。齐美尔的方法可以与西格蒙德·弗洛伊德关于弹震症的著作，以及瓦尔特·本雅明在其1939年发表的论文《论波德莱尔作品中的某些主题》（On Some Motifs in Baudelaire）中对“休克”和都市生活的分析相比较。